# Szentmihályfa
Szentmihályfa (szlovákul Michal na Ostrove, németül Michelsdorf in der Schütt) falu Szlovákiában, a Nagyszombati kerület Dunaszerdahelyi járásában.

## Fekvése

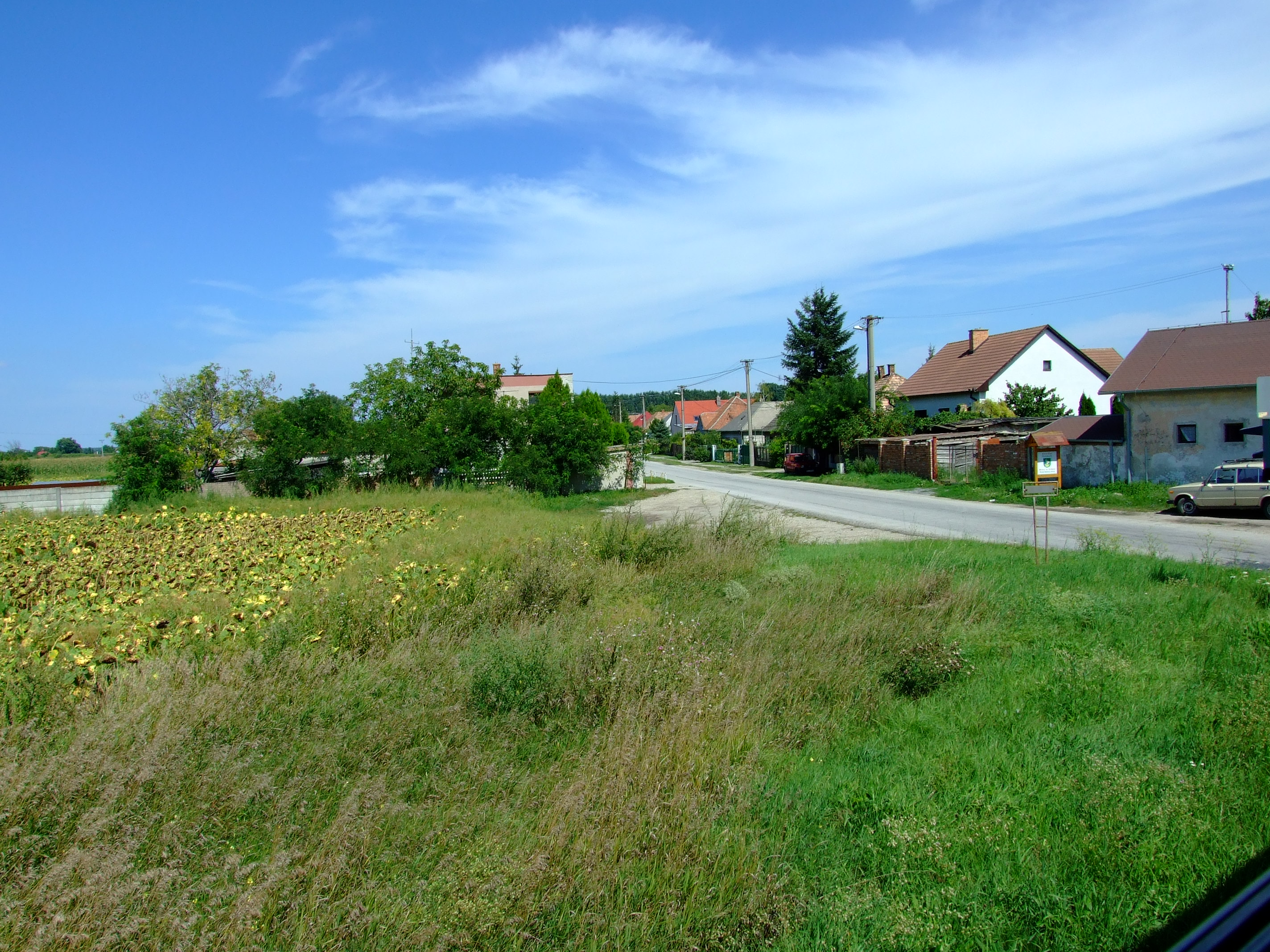
Pillanatkép a falu széléről

Dunaszerdahelytől 8 km-re északnyugatra fekszik. A falu szinte beékelődik a környéken csak Patonyok néven emlegetett településcsoportba. A falutól délre Egyházgelle, és Cséfalva, keletre Diósförgepatony, nyugatra Csécsénypatony, és Felsőpatony található. A falu országúti majora Szentmihályfa-kolónia északra található.

## Történelem
Az esztergomi főegyházmegye névtára szerint a szentmihályfai plébániai egyház 1050. évtől áll fenn, ez azonban okirattal nincs alátámasztva. Hogy régi plébániai egyház, azt ugyan a pázmányi jegyzék, valamint az 1390. évi okirat tanúsítja. Kezdetben a falu pozsonyi várbirtok, első ismert földesura Orros Péter mester, 1332-ben zarándoklata előtt tett végrendeletében hitbér fejében nejére, Ilonára és leánynegyed címén lányára, Margitra hagyta. 1337-ben Marcellus lányának, Ilonának, ki Zalai Gergely fia Orros Péter egykori pozsonyi alispán özvegye, de most Lipulnuki Belez testvérének, Lászlónak neje, Morochuk mester lengyel királyfi katona hitbére és jegyajándéka fejében 50 márkát fizetett. 1355-ben Morochuk mester beregi ispán Szentmihály birtokát, ha meghal, özvegyére hagyja. Az 1533. évi portális összeírásban Farkas Ignác 7, és Kéméndy Péter 6 portával szerepel. Később a falu Illésházy, majd Batthyány- és Pongrácz-birtok lesz. A 20. század elején Pongrácz Frigyes grófnak, és Katona Mórnak volt itt nagyobb birtoka. Ekkor a községnek már van saját postája és vasúti állomása, távíróállomása azonban Dióspatony. A trianoni békeszerződésig Pozsony vármegye Dunaszerdahelyi járásához tartozott. 1940-ben Szentmihályfához csatolták Csécsénypatonyt, ez 1960-ig volt így, míg Csécsénypatonyt Lőgérpatonyhoz nem csatolták.
| Év   | A plébános neve           | A kegyúr neve     |
| 1815 | Bojtoss József            | Illésházy István  |
| 1822 | Nagy Ferenc               | Illésházy István  |
| 1827 | Nagy József               | Illésházy István  |
| 1848 | Kovácsy János             | Batthyányi József |
| 1854 | Kovácsy János             | Batthyányi József |
| 1866 | (váltakozó helyettesítés) | Batthyányi József |
| 1874 | Tichy Antal               | Batthyányi József |
| 1890 | (váltakozó helyettesítés) | Batthyányi József |
| 1895 | Herbszt József            | Batthyányi József |
| 1906 | Herbszt József            | Pongrácz Frigyes  |
| 1940 | Schnitzler Sándor         | Pongrácz Pál      |

A római katolikus gótikus templomot a 14. század második felében emelték. Egy 1422-es oklevélben (Kisfaludy család levéltárában), mely Zawar István fiainak 1421. évi Zenthmihalfalua-i megölése ügyében adatott ki, említik első név szerint ismert plébánosát: "Gallo plbno de eadem" (Zentthmicchalfalwa). Ezek szerint bizonyos, hogy itt a 15. században plébánia létezett, mindez azonban nem szolgálhat bizonyosságul azon adatra nézve, hogy 1050-ben keletkezett volna.
| Év   | A falu e néven van említve         |
| 1337 | Zentmihal                          |
| 1462 | Zentmihalfalwa Petri de Sarosfalwa |
| 1773 | Sz. Mihályfa                       |
| 1927 | Svätý Michal                       |
| 1960 | Michal na Ostrove                  |

## Népessége
| Év:            | 1994. | 2004.    | 2014.    | 2024.    |
| -------------- | ----- | -------- | -------- | -------- |
| Emberek száma: | 680   | 827      | 940      | 1119     |
| Eltérés:       |       | +21,61 % | +13,66 % | +19,04 % |

| Év:            | 2023. | 2024.   |
| -------------- | ----- | ------- |
| Emberek száma: | 1104  | 1119    |
| Eltérés:       |       | +1,35 % |

Szentmihályfa lakosainak számáról, a házak számáról, a település vallási és nemzetiségi összetételéről 1634-ből vannak elfogadható és megbízható adataink. Draskovich György váci püspök és pozsonyi prépost 1634-ben végezte el Pozsony megye egyházlátogatását és összeírását. A vizsgálat eredményét az esztergomi Prímási Levéltár őrzi. A kimutatásból megtudjuk, hogy 1634-ben Szentmihályfa településen a házak száma 8, a lakosság száma 30. A vallásfelekezet protestáns. Szentmihályfa lakossága magyar anyanyelvű volt. Az sem zárható ki, hogy az 1634. évet megelőző évtizedekben a lakosság száma az itt kimutatottnál nagyobb volt, de a faluban is pusztító 1622. évi pestisjárvány hatására csökkent.
A történelmi Magyarország területén első alkalommal 1870-ben végeztek népösszeírást. A Pozsony vármegyében végzett összeírás adatsoraiból Szentmihályfára vonatkozó adatok: házak száma 50, népesség főösszege (lakossága) 342, ebből 179 férfi, 163 nő, a római katolikusok száma 325, az izraeliták száma (zsidók) 15, ágos. evangélikusok száma 2. A műveltséget feltüntető adatsorból az alábbiakat tudjuk meg: az olvasni tudó férfiak száma 43, a nőké szintén 43. Az írni és olvasni tudó férfiak száma 62, a nőké 40. Sem írni sem olvasni nem tudó férfiak száma 74, és a nőké 80. Háziállatok száma: 118 ló, 192 szarvasmarha, 802 juh, 189 sertés, a faluban volt még 2 méhkas. Az összföld-terület 1570 kataszteri hold és 400 négyszögöl.
Az 1890-ben végzett népszámlálás adatait Jekelfalussy József közli.
| A népesség száma:       | 351 |
| Anyanyelv szerint:      |     |
| magyar                  | 329 |
| német                   | 21  |
| tót (szlovák)           | 1   |
| egyéb                   | 0   |
| Hitfelekezet szerint:   |     |
| római katolikus         | 331 |
| ágostai evangélikus     | 2   |
| izraelita               | 16  |
| református (kálvinista) | 2   |
| Lakott házak száma:     | 52  |

Az 1890-ben végzett népszámlálás adatai utalnak a nagyszámú gyermekáldásra.
| a 3-5 évesek száma (1887-1885):   |    |
| --------------------------------- | -- |
| fiúk száma                        | 12 |
| leányok száma                     | 12 |
| együtt                            | 24 |
| a 6-11 évesek száma (1884-1879):  |    |
| fiúk száma                        | 22 |
| leányok száma                     | 20 |
| együtt                            | 42 |
| a 12-14 évesek száma (1878-1876): |    |
| fiúk száma                        | 11 |
| leányok száma                     | 12 |
| együtt                            | 23 |

Az 1919-ben végzett népösszeírás szerint Szentmihályfa községben a házak száma 72, a lakosok száma 486, ebből férfi 229, és nő 257. Ebből cseh-szlovák 2, német 3, magyar 481. Felekezet szerint katolikus 461, zsidó 7, református 11, evangélikus 7.
Machnyik Andor kimutatása szerint a falu népessége, és összetétele 1869-től így alakult:
| Évszám | Népesség |
| ------ | -------- |
| 1869   | 342      |
| 1880   | 372      |
| 1890   | 351      |
| 1900   | 434      |
| 1910   | 480      |
| 1921   | 525      |
| 1930   | 677      |

Nemzetiség szerint pedig:
1921-ben 510 magyar, cseh és szlovák 1, német 0, cigány 15, zsidók 3, külföldiek 11.
1930-ban 510 magyar, cseh és szlovák 131, német 3, cigány 15, zsidók 0, külföldiek 18.
Az 1939-ben kiadott Magyar Statisztikai Közlemények 108. kötete betekintést nyújt Szentmihályfa község területi, gazdasági és népességi viszonylataiba:
A község területe 1930-ban 1851 kataszteri hold, vagyis 1065 hektár. A lakóházak száma 1910-ben 65, 1938-ban 115. A népességről készült rovatban az alábbi adatokat közlik: a lakosság száma 1910-ben 480, 1930-ban 677 és 1938-ban 590 személy volt. A nemek szerinti megoszlás 1938-ban: férfiak száma 302, nők száma 288. A település lakosságának családi állapotáról az 1938-as adatsor a következőket közli: nőtlen-hajadon 356, házas 214, özvegy 20, törvényesen elvált 0.
Vallás szerinti megoszlás 1938-ban: római katolikus 560, református 11, izraelita 4, evangélikus 15. Az anyanyelv szerinti megoszlás: magyar anyanyelvű 561, szlovák anyanyelvű 11, német anyanyelvű 0, ismeretlen 18. Az írni és olvasni tud rovatban az alábbi megrázó adattal találkozunk: 1938-ban a hat évnél idősebb lakosságból 56 volt analfabéta, vagyis a lakosság 10,7%. A keresők és eltartottak oszlopból a következőket tudjuk meg: az őstermelésben 208 kereső, 250 személyt tartott el. Az iparban 29 kereső 36 személyt tart el, a kereskedelemben 4 személy 6 személyt tart el. A statisztikai hivatal pontos adatokat közöl az állatállományról is.
1938-ban a szarvasmarhák száma 253, ebből 2 tenyészbika. Továbbá a faluban van 324 sertés és 106 ló.
A második világháborút követően 1948-ban készült kimutatás a község lélekszámáról. Ekkor a lakosság száma 1108. A lakosság nemzetiségi összetételét nem mutatták ki.
Az 1961-ben készült népszámlálás Szentmihályfára vonatkozó adatai az alábbiakban közölve:
| Terület(hektár)                        | 1065 |
| Lakosság száma                         | 370  |
| férfi                                  | 370  |
| nő                                     | 355  |
| Lakott házak száma                     | 156  |
| Életkor                                |      |
| 0-14 évig                              | 200  |
| férfiak 15-59 évig                     | 222  |
| nők 15-54 évig                         | 194  |
| férfiak 60 évnél idősebb               | 46   |
| nők 55 évnél idősebb                   | 63   |
| A gazdaságilag aktív lakosság:         |      |
| Összesítve                             | 281  |
| férfi                                  | 186  |
| nő                                     | 95   |
| Lakóhelyén dolgozik                    | 136  |
| Gazdaságilag aktívak rétegeződése:     |      |
| Munkások:                              |      |
| mezőgazdaságban                        | 139  |
| egyéb                                  | 99   |
| Alkalmazottak                          | 38   |
| Egyéb                                  | 5    |
| Ágazat szerint:                        |      |
| mezőgazdaságban, és erdészetben        | 143  |
| iparban                                | 37   |
| egyéb                                  | 101  |
| Állandóan lakott házak nagysága:       |      |
| konyhalakás                            | 0    |
| egy helységből álló                    | 27   |
| két szobából álló                      | 66   |
| három szobából álló                    | 35   |
| négy és több szobából álló             | 28   |
| A lakások építésének éve:              |      |
| 1900 előtt épült                       | 4    |
| 1900-1945 között épült                 | 69   |
| 1946 után épült                        | 83   |
| A lakások felszereltsége:              |      |
| vezetékes vízzel ellátva               | 86   |
| fürdőszobával ellátva                  | 83   |
| központi fűtéssel ellátva              | 27   |
| A nyolc négyzetméteren felüli lakások: |      |
| összterülete négyzetméterben           | 7746 |

Az 1980-ban végzett népszámlálás Szentmihályfára vonatkozó adatai:
| Lakosság száma               | 701 |
| Ebből nő                     | 326 |
| Életkor szerint:             |     |
| férfiak 15-59 évig           | 242 |
| férfiak 60 évnél idősebb     | 35  |
| nők 15-54 évig               | 197 |
| nők 55 évnél idősebb         | 55  |
| Gazdaságilag aktív lakosság: |     |
| összesítve                   | 336 |
| ebből nő                     | 119 |
| Állandóan lakott-            |     |
| -házak száma                 | 172 |
| -lakások száma               | 173 |
| Nemzetiségi megoszlás:       |     |
| magyar nemzetiségűek         | 658 |

Az 1991-ben végzett népszámlálás szerint Szentmihályfán 666 ember élt, ebből 631 ember magyar volt, 33 szlovák, 1 ukrán és szintén 1 német nemzetiségű. Felekezeti megoszlás szerint 31 felekezet nélküli, 561 római katolikus, 1 görögkatolikus 24 protestáns és 46 ismeretlen (evangélikus, vagy református) lakott itt. A lakosság korösszetétele ekkor így nézett ki: 50 volt a 4 év alattiak, 38 az 5-9 évesek, 79 a 10-15 évesek, 44 a 16-19 évesek, 93 a 20-29 évesek, 186 a 30-49 évesek, 69 az 50-59 évesek és 107 a 60 év felettiek száma.
Népszámlálás adatai 2001-ben:
| Lakosság száma        | 711 |
| Ebből nő              | 364 |
| Felekezet:            |     |
| római katolikus       | 622 |
| Ausburgi evangélikus  | 11  |
| református            | 42  |
| felekezet nélküli     | 21  |
| görögkeleti           | 1   |
| evangélikus metodista | 1   |
| ismeretlen            | 13  |
| Nemzetiség:           |     |
| szlovák               | 58  |
| magyar                | 633 |
| roma                  | 13  |
| cseh                  | 3   |
| német                 | 1   |
| ismeretlen            | 3   |
| Állandóan lakott-     |     |
| -házak száma          | 196 |
| -lakások száma        | 198 |

A legutolsó népszámlálás 2006-ban volt, ekkorra a lakosság száma így alakult:
| Lakosság száma              | 861 |
| Ebből nő                    | 432 |
| 14 év alattiak száma        | 160 |
| 15-54 éves nők száma        | 260 |
| 15-59 éves férfiak száma    | 289 |
| az idősebbek(55, 60 felett) | 152 |

2011-ben 915 lakosából 692 magyar és 175 szlovák volt.
2021-ben 1031 lakosából 693 (+8) magyar, 281 (+15) szlovák, 2 (+4) cigány, 11 egyéb és 44 ismeretlen nemzetiségű volt.

## Neves személyek

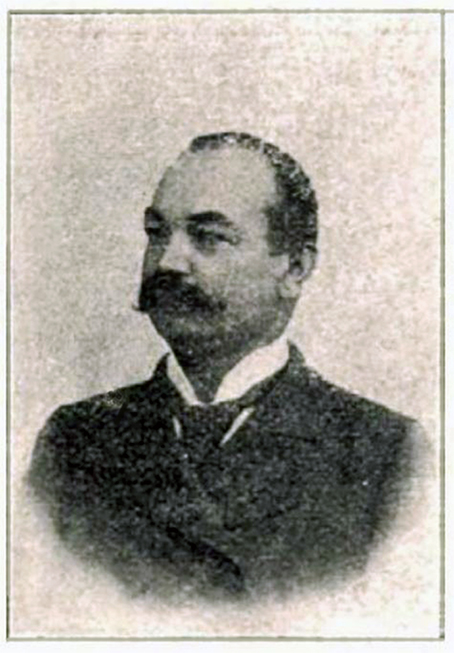
Katona Mór
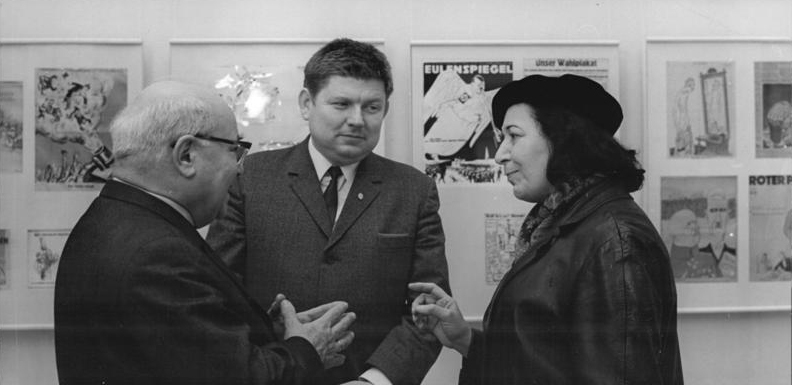
Ék Sándor

- Itt született 1845. május 5-én Katona Mór jogász, egyetemi tanár
- Itt született 1902-ben Ék Sándor Kossuth-díjas festő, grafikus.
- Itt szolgált az 1820-1830-as években káplánként Bedeő Pál
- Itt szolgált 1885-ben Szaiff János római katolikus plébános.

## Nevezetességei

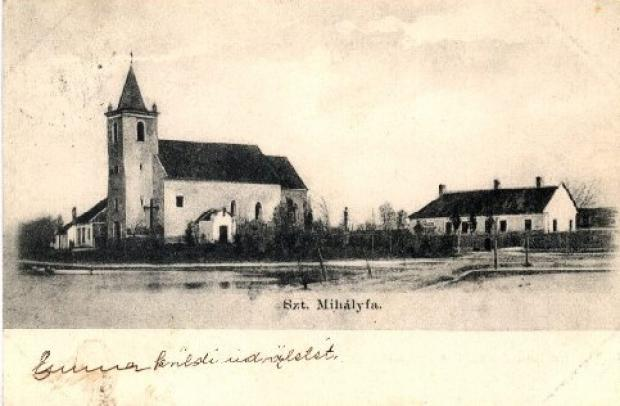
A templom egy I. világháború előtti képeslapon
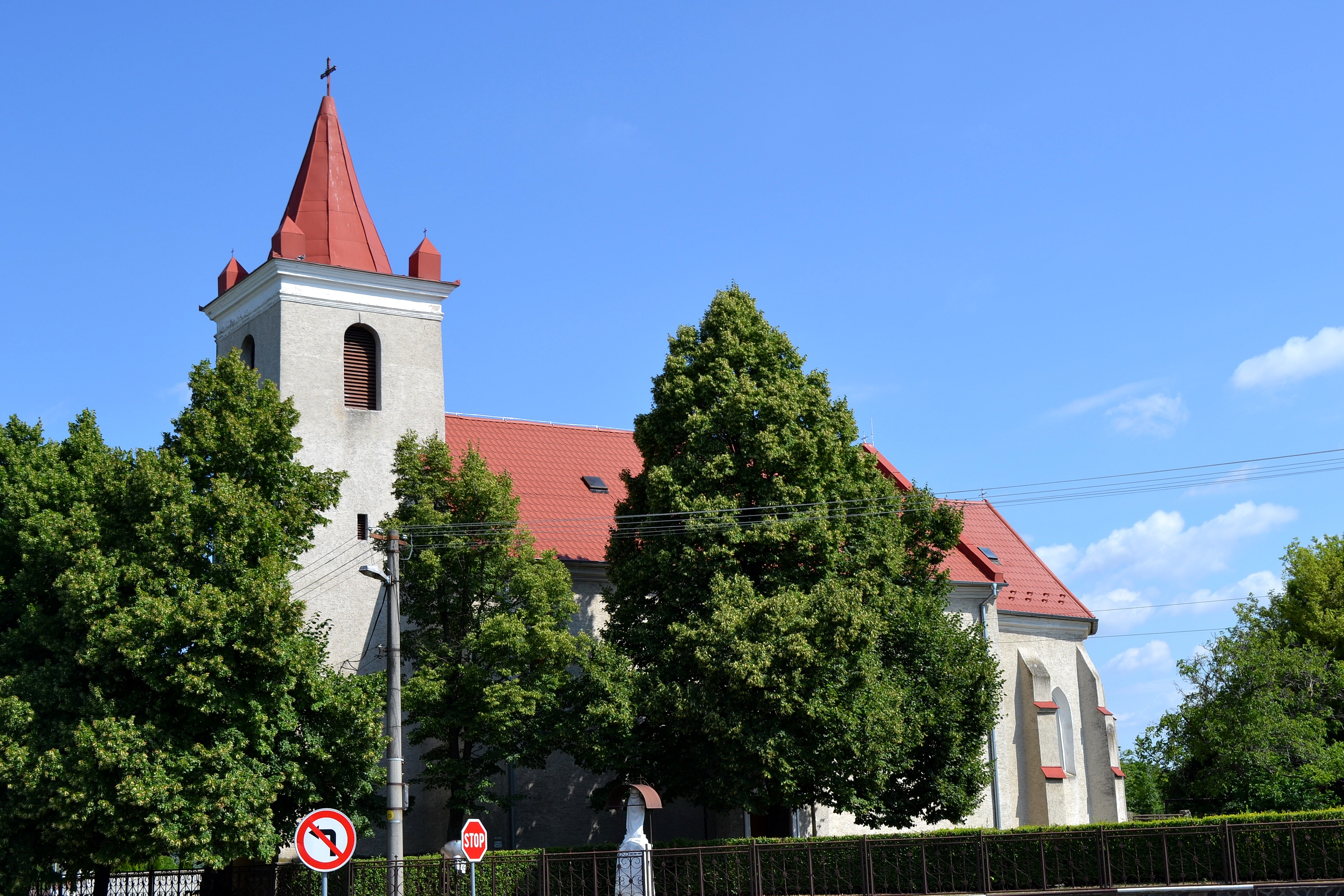
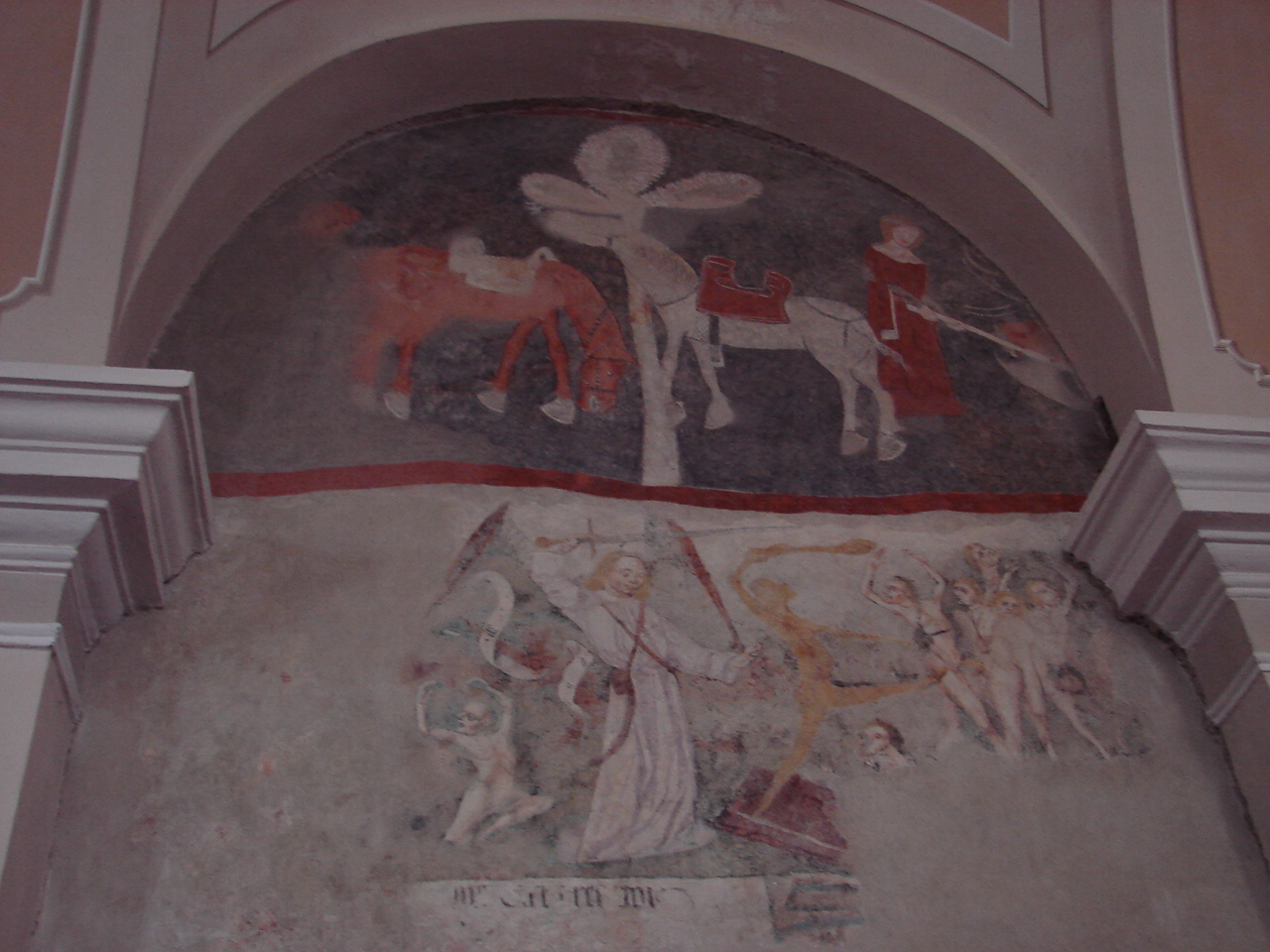
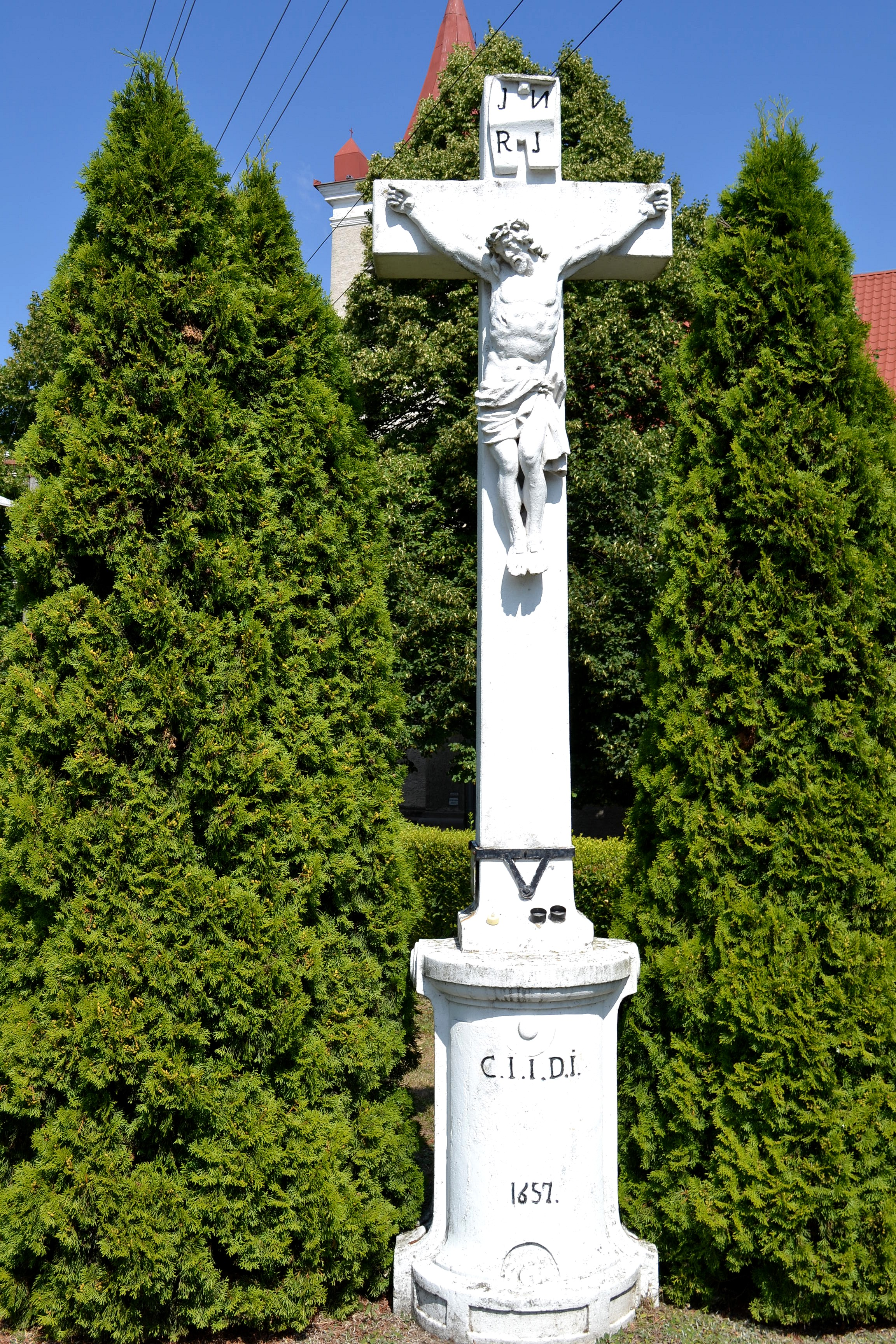
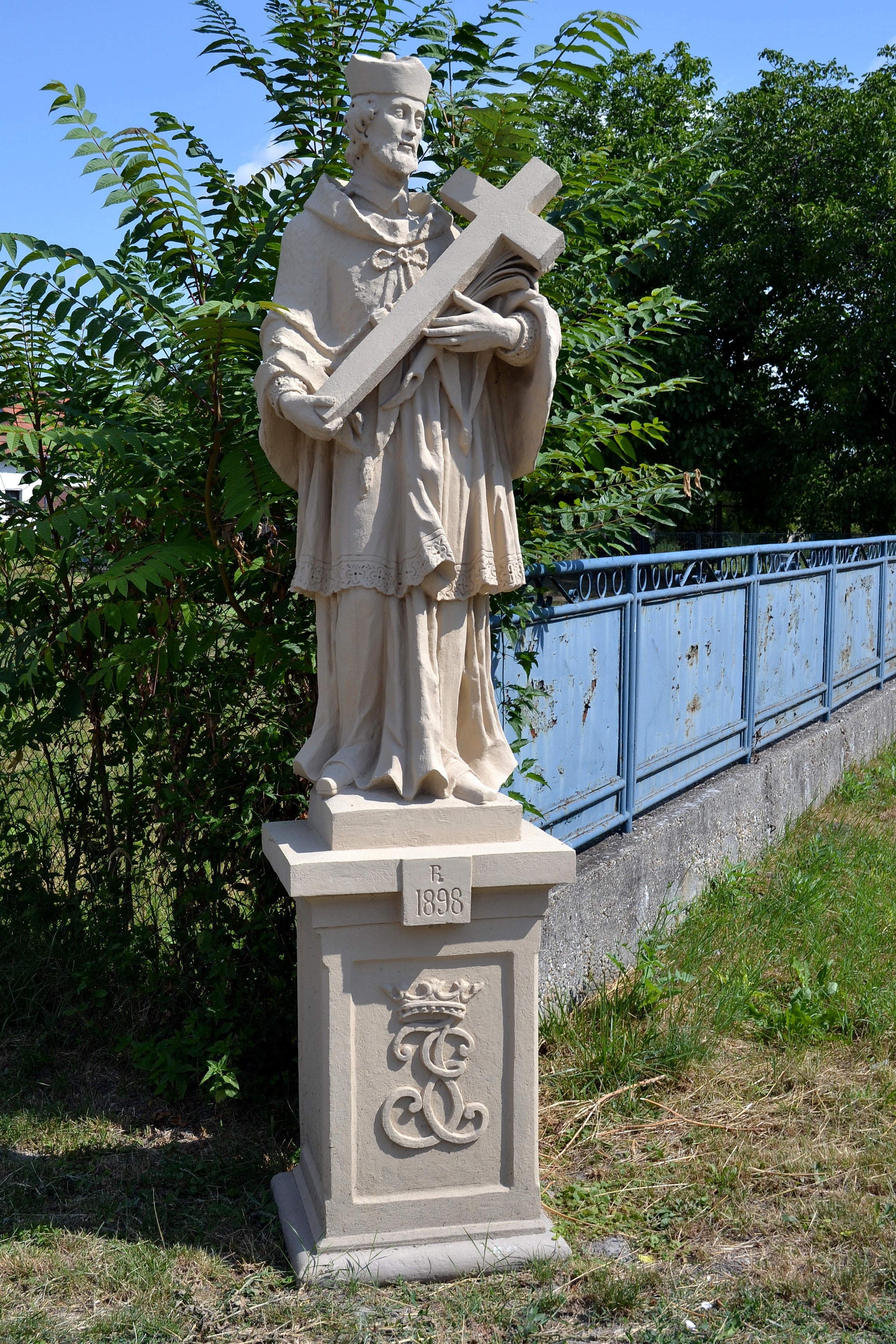

- A római katolikus gótikus templomot a 14. század második felében emelték. A templomot a 15. században átalakították, 1787-ben klasszicizálták. Belső terében a hajót 1787-ben készült poroszsüveg-boltozattal látták el, sokszög záródású szentélyét és sekrestyéjét gótikus keresztboltozat fedi. Déli gótikus bejárata a 15. század végéről származhat. Főoltára késő barokk, szószéke barokk-klasszicista, mindkettő 1790 tájáról. Kora reneszánsz keresztelőmedencéje 1538-ból való. A templom védőszentje Szent Mihály arkangyal. A templom falát középkori freskók díszítik, melyek a Szent László-legenda részleteit ábrázolják, ezeket pár évvel ezelőtt a vakolat alatt találták meg.
- A templomkertben 1657-ben készített feszület áll, amelyet 1898-ban renováltak.
- A templomkertben található Szent Vendel szobra a 19. század második harmadából és Nepomuki Szent János szobra 1838-ból.

## Oktatásügy
A magyarság zöme I. István uralkodásának idején és az azt követő évtizedekben tért át a kereszténységre. A keresztény hitre való áttéréssel párhuzamosan folyt az egyházszervezés is. Szent István II. törvénykönyvének 34. fejezete értelmében minden tíz településnek egy templomot kellett felépítenie és fenntartania. A királyi rendelet azt is tartalmazta, hogy minden plébánia köteles iskolát is fenntartani. Ha igaznak bizonyulna az a szóhagyomány, hogy a szentmihályfai templom első királyunk idejében létesült, úgy joggal feltételezhetjük azt, hogy a plébánia székhelye is itt volt, amiből arra is következtethetünk, hogy a község (plébánia) iskolával is rendelkezett.
A feudális állam szerveződésének az időszakában létesített iskolák semmiben sem hasonlítottak a mai oktatási formákra. A lakosság túlnyomó többsége jobbágy volt, s az uralkodó hűbéruraknak – akik maguk sem tudtak írni és olvasni –, nem állt érdekükben a tudás és ismeretszerzés terjesztése. Az akkori falusi plébániai iskolákban élőszóban tanították vallási és erkölcsi alapismeretekre a fiatalokat.
Szent István rendeletét követő évszázadokban sem vált általánossá az iskolába járás, s a falusi plébániai iskolák esetében még a 17-18. században sem volt az iskolába járás napi gyakorlat. Ennek két oka volt: a jobbágyterheket akkoriban az egész család viselte, így szükség volt a gyermekmunkaerőre, de terhet jelentett az iskolába járó gyermek után járó kötelezettség megtérítése is. A plébániai iskolába való bejárás, főképpen a téli hónapokban, nagy gondot okozott a gyermekeknek.
A nagyszombati zsinat 1560-ban foglalkozott a kisiskolák hálózatának a bővítésével, de ez nagyon vontatottan haladt előre, elsősorban azért, mert az iskolaépítést és fenntartását a helyi plébániának és az adott faluközösségnek kellett biztosítani.
Mária Terézia 1777-ben tett kísérletet az oktatási-nevelési rendszer megváltoztatására. A honfoglalás óta eltelt ezeréves történelem egyik vízválasztó rendelkezése 1868-ban született meg, amely kimondta a kötelező iskolalátogatást, s törvényben mondták ki: Magyarországon tanköteles minden 6-12 év közötti fiú és leány. Ez a törvény kötelezte az iskolát, hogy a gyermeket köteles megtanítani írni, olvasni és számolni.
Koncsol László, a Csallóközi Kiskönyvtár sorozatszerkesztője írja:
„Legutóbb Szentmihályfa 1782. évi Battyány-vizitációjával foglalkoztunk. Most a falu akkori tanítóját mutatjuk be a jegyzőkönyv szerint.Az iskolamestert, egyben orgonistát és harangozót Szigeti Györgynek hívták. Katolikus, 36 éves férfi magyar nemes férfi volt a középiskola rétori fokozatával, aki magyarul jól, németül közepesen beszélt, a szertartásban jártas volt, tehetsége és tudása meglehetős. A tanításban szorgalmasnak, modorát szerénynek ítélték. Ide 12 éve jött át Somorjáról, ahol segédtanítóként (praeceptorként) működött. Hivatását Mária Terézia idején kezdte gyakorolni, s II. József föllépése itt, Szentmihályfán érte.A jegyzőkönyv a rektor hivatali kötelezettségeit is fölsorolja. Iskolás segítők hiánya esetén a plébánost a szentségekkel a beteghez kíséri. Ha nincs más, ministrál, s vasárnap ő készíti elő az áldozati szekeret. A templomban port töröl, a szentmisékre s az Angyali Üdvözletekre harangoz. Ún. nemzeti iskolája nem lévén az anyaegyháznak, csak triviálisa, annak mintegy harminc tanulójával a téli hónapokban foglalkozik. Minden szombaton és szerdán hittanórát tart.A iskolaház a templomtól északra (valójában inkább nyugatra mintegy 12 lépésnyire állt, az anyaegyház s a filiák, a Patonyok hívei rakták mórtéglából. Teteje időközben leomlott, s az idén (1782) zsindelyezték újra a hívek költségén. Az iskolaház két szobából állt, az egyik az oktatás, a másik az oktató szolgálatában. A kettőt a rektor konyhája választotta el egymástól. A jegyzőkönyv a házat tágasnak minősíti, s nyugtázza meg a hívek terhén emelt kamrát meg a tanító saját pénzén épített istállót. A rektor félmérős (negyedholdas) kertecskéjét napkelet felől az elő- s a lőgérpatonyi nép, délről és nyugatról maga tanító vette körül sövénnyel.A jegyzőkönyv tételesen fölsorolja, milyen jövedelmekkel számolhatott az akkori szentmihályfai tanító. Szolgálatáért az anya- s a leánygyülekezetek minden jobbágytól, házas és házatlan zsellértől, illetve özvegyétől más-más összeget, a pásztoroktól pedig fél-fél tégla vajat kapott 20 krajcárjával. Minden jobbágytól egy fertály kétszeres gabonát. Vihar elleni harangozásért jobbágyanként egy-egy 10 krajcárt érő kenyérkarajt. Ez volt a tanító állandó bére, összesen évi 85 forint 30 és fél krajcár értékben. A változó hányad a stólákból állt össze. Ilyen járt évi tíz hirdetésért, a 34 temetés kántori szolgálatért, a halotti harangozásokért és három éjjeli zsolozsmáért, húsz (!) kisfiú oktatásáért, s az ő része az offertóriumból s a mester újévi gyűjtéséből, együtt 33 forint 27 krajcár összegben. Szigeti György évi fizetése 118 forint 57 és fél krajcárra rúgott.Születési helyéről, családi állapotáról a jegyzőkönyv nem beszél. Talán az anyakönyvek többet vallanak, ha egyszer fölütjük őket. Egyelőre be kell érnünk ennyivel, s valljuk meg, nem is kevés, amit ezekről a dolgokról a vizitátorok írásba foglaltak.”
(Csallóköz - Žitný ostrov, 1997. 5. 28.)
Arról, hogy az 1736. és 1846. évig az iskola hogyan állott, s kik voltak a tanítói nem tudjuk, mivel ezen évekről semmiféle, az iskolára vonatkozó irat nem maradt fönn.
1846. évtől 1848-49. évig Bognár Ignácz volt a kántortanító, később honvéd lett, és 1850-ben jött vissza Szentmihályfára. Utána Molnár József nyerte el az állomást, ám nem sokáig, 1865-ben elhunyt. 1866-tól Soóky János volt a kántortanító, a segédtanító pedig Staffer Géza.
A szentmihályfai iskolába járó tanulók száma az 1848. évben 103, az 1854. évben 87. A dunaszerdahelyi esperesi hivatala 1890-ben 20 településen felügyelte a római katolikus iskolát, így Soóky János vezette szentmihályfai iskolát is. Az iskolák tanfelügyelője Tichy Antal címzetes kanonok, alesperes és szentmihályfai plébános.
A ma használatos iskola épületet az 50-es években építették. Az iskola 2008-ig működött, ám nemrég létszámhiány miatt a 2008/2009-es tanévben az iskolában nem folyt oktatás. Újult erővel, új tanári karral és új oktatási módszerrel 2009-ben újraindult, és már az iskola bővítése is folyamatban van.